# Impuls Arena
L'Impuls Arena és un estadi de futbol de la ciutat d'Augsburg, Alemanya. Es fa servir sobretot per a partits de futbol on exerceix de local l'FC Augsburg. Actualment té una capacitat per a 30.660 espectadors.